# Gulf Shores
Gulf Shores és una ciutat dels Estats Units a l'estat d'Alabama. Segons el cens del 2000 tenia 5.044 habitants.

## Demografia
Segons el cens del 2000, Gulf Shores tenia 5.044 habitants, 2.344 habitatges, i 1.544 famílies. La densitat de població era de 105,9 habitants/km².
Dels 2.344 habitatges en un 20,7% hi vivien nens de menys de 18 anys, en un 56,2% hi vivien parelles casades, en un 7% dones solteres, i en un 34,1% no eren unitats familiars. En el 26,7% dels habitatges hi vivien persones soles el 10% de les quals corresponia a persones de 65 anys o més que vivien soles. El nombre mitjà de persones vivint en cada habitatge era de 2,15 i el nombre mitjà de persones que vivien en cada família era de 2,56.
Per edats la població es repartia de la següent manera: un 16,4% tenia menys de 18 anys, un 6,7% entre 18 i 24, un 24,8% entre 25 i 44, un 29% de 45 a 60 i un 23,1% 65 anys o més.
L'edat mediana era de 46 anys. Per cada 100 dones hi havia 97,3 homes. Per cada 100 dones de 18 o més anys hi havia 95,5 homes.
La renda mediana per habitatge era de 41.826 $ i la renda mediana per família de 51.862 $. Els homes tenien una renda mediana de 40.259 $ mentre que les dones 22.467 $. La renda per capita de la població era de 24.356 $. Aproximadament el 6,8% de les famílies i el 9,9% de la població estaven per davall del llindar de pobresa.

## Poblacions més properes
El següent diagrama mostra les poblacions més properes.